# Từ điển bách khoa Việt Nam
Từ điển bách khoa Việt Nam là một bộ từ điển bách khoa do Nhà xuất bản Từ điển Bách khoa xuất bản rải rác từ năm 1995 đến năm 2005. Bộ từ điển gồm 4 tập và mỗi tập dày trên dưới 1.000 trang, khổ 19×27, gồm khoảng 40 ngàn mục từ thuộc 40 ngành khoa học khác nhau. Tập 1 được in lần đầu tiên năm 1995 và tái bản năm 2005, tập 2 năm 2002, tập 3 năm 2003, tập 4 năm 2005, và được tái bản toàn bộ năm 2011. Đây là bộ từ điển bách khoa của Việt Nam đầu tiên được biên soạn với sự tổ chức và chỉ đạo của Nhà nước Việt Nam, với kinh phí 32 tỷ đồng và 1.200 nhà khoa học hàng đầu biên soạn trong 6 năm.

## Lịch sử
Từ năm 1978, Bộ Chính trị Ban Chấp hành Trung ương Đảng Cộng sản Việt Nam đã có chủ trương giao cho Ban Tuyên huấn Trung ương và Bộ Văn hóa – Thông tin chỉ đạo việc nghiên cứu, chuẩn bị biên soạn Từ điển bách khoa Việt Nam. Sau đó, Bộ Chính trị có Nghị quyết số 37-NQ/TW ngày 20/4/1981 về "Xúc tiến việc biên soạn Từ điển bách khoa Việt Nam".
Trên cơ sở Nghị quyết của Bộ Chính trị Đảng Cộng sản Việt Nam, năm 1981, Ban Từ điển bách khoa được thành lập trực thuộc Ủy ban Khoa học xã hội Việt Nam. Ngày 10 tháng 10 năm 1983, Hội đồng Bộ trưởng (Chính phủ) ban hành Nghị định số 167/HĐBT thành lập Viện Từ điển bách khoa trực thuộc Ủy ban Khoa học xã hội Việt Nam.
Năm 1987, Chủ tịch Hội đồng Bộ trưởng Phạm Văn Đồng ký Quyết định số 163a/CT ngày 15 tháng 5 năm 1987 "Quyết định thành lập Hội đồng Quốc gia chỉ đạo biên soạn Từ điển bách khoa Việt Nam".
Ngày 28 tháng 12 năm 1988, Chủ tịch Hội đồng Bộ trưởng (Thủ tướng Chính phủ) ra Quyết định số 321-CT giải thể Viện Từ điển bách khoa, thành lập Trung tâm Quốc gia biên soạn Từ điển bách khoa Việt Nam. Ngày 24 tháng 12 năm 1997, Thường vụ Bộ Chính trị Đảng Cộng sản Việt Nam cho ý kiến đồng ý chuyển Trung tâm Quốc gia biên soạn Từ điển bách khoa Việt Nam thành Nhà xuất bản Từ điển bách khoa.
Ngày 30 tháng 6 năm 1998, Thủ tướng Chính phủ ra Quyết định số 112/1998/QĐ-TTG "Thành lập Hội đồng Quốc gia chỉ đạo biên soạn Từ điển bách khoa Việt Nam để giúp Thủ tướng Chính phủ chỉ đạo thực hiện kế hoạch, nội dung biên soạn và xuất bản các loại bách khoa thư và từ điển bách khoa, thay cho Hội đồng Quốc gia chỉ đạo biên soạn Từ điển bách khoa Việt Nam thành lập theo Quyết định số 163a/CT ngày 15 tháng 5 năm 1987 của Chủ tịch Hội đồng Bộ trưởng" do giáo sư Hà Học Trạc làm Chủ tịch Hội đồng.
Ngày 30 tháng 6 năm 1998, Thủ tướng Chính phủ ra Quyết định số 112/1998/QĐ-TTg xác định cơ quan chủ quản của Nhà xuất bản là Hội đồng Quốc gia Chỉ đạo biên soạn Từ điển bách khoa Việt Nam. Ngày 8/12/1998 Nhà xuất bản Từ điển bách khoa được thành lập.
"Tập 1 của Bộ Từ điển đã được in thử (tháng 12 năm 1994), gửi đi trưng cầu ý kiến trước khi in chính thức và đã nhận được 160 bản nhận xét của các uỷ viên Bộ chính trị, các bộ trưởng, các chuyên gia khoa học đầu ngành". Sau 6 năm biên soạn, bộ Từ điển bách khoa Việt Nam được hoàn thành vào ngày 12 tháng 9 năm 1995 và được Trung tâm Biên soạn từ điển Bách khoa Việt Nam in và nộp lưu chiểu tại Công ty In Tiến Bộ tháng 12 năm 1995.
Kế hoạch biên soạn một bộ Bách khoa toàn thư Việt Nam đầu tiên cũng được dự định tiến hành. Dự kiến bộ sách này gồm 23 quyển và một quyển sách dẫn với số lượng trên dưới 30.000 mục từ và chi phí dự kiến cho toàn bộ công trình khoảng 50 tỷ đồng, thực hiện trong vòng 6-7 năm.
Tiếp đó, Từ điển Bách khoa tiếp tục được hoàn thiện và tái bản năm 2005. Cuối tháng 9 năm 2006, Từ điển bách khoa Việt Nam bị tố cáo là có tham nhũng và tiêu cực. Phó thủ tướng Phạm Gia Khiêm yêu cầu Bộ công an điều tra về việc tham ô, làm thất thoát hơn 1,5 tỷ đồng và mất trộm 50 triệu đồng tiền công quỹ tại hội đồng chỉ đạo biên soạn. Một kết quả điều tra vào cuối tháng 11 năm 2006, cho thấy chủ tịch hội đồng đã cố ý làm trái quy định của nhà nước và hội đồng biên soạn đã tham ô hơn 471 triệu đồng.
Ngày 27 tháng 7 năm 2007, Thủ tướng Chính phủ ra Quyết định số 921/QĐ về việc kết thúc hoạt động của Hội đồng Quốc gia Chỉ đạo biên soạn Từ điển bách khoa Việt Nam và chuyển Nhà xuất bản Từ điển bách khoa về Viện Khoa học xã hội Việt Nam.
Ngày 4 tháng 8 năm 2008, Thủ tướng Chính phủ ra Quyết định số 1055/QĐ-TTg quy định Nhà xuất bản Từ điển bách khoa là đơn vị sự nghiệp trực thuộc Viện Khoa học xã hội Việt Nam. Ngày 17 tháng 9 năm 2008, Chủ tịch Viện Khoa học xã hội Việt Nam có Quyết định số 1038/QĐ-KHXH thành lập Nhà xuất bản Từ điển bách khoa thuộc Viện Khoa học xã hội Việt Nam, Quyết định số 1040/QĐ-KHXH quy định chức năng, nhiệm vụ, quyền hạn và cơ cấu tổ chức của Nhà xuất bản. Ngày 20 tháng 10 năm 2008, Chủ tịch Viện Khoa học xã hội Việt Nam ký Quyết định số 1173/QĐ-KHXH ban hành Quy chế về tổ chức và hoạt động của Nhà xuất bản.

## Nét chính của từ điển
Từ điển có mục đích cung cấp những kiến thức cơ bản nhất về đất nước, con người, lịch sử xã hội, văn hóa, khoa học, công nghệ Việt Nam xưa và nay và những tri thức văn hóa, khoa học, kỹ thuật của thế giới.
Từ điển do 1.200 nhà khoa học hàng đầu biên soạn trong 15 năm, với sự tổ chức và chỉ đạo của Nhà nước Việt Nam, với kinh phí 32 tỷ đồng.
Bộ sách được xuất bản lần đầu tiên năm 2005 và tái bản năm 2011, gồm bốn tập và mỗi tập dày trên dưới 1.000 trang, khổ 19×27, gồm khoảng 40 ngàn mục từ thuộc 40 ngành khoa học khác nhau.

## Các hạn chế
Theo ý kiến một số độc giả, nhiều mục từ còn sơ lược, sắp xếp thiếu hệ thống, thiếu nhiều mục từ quan trọng, thông tin bị hạn chế, nhiều từ giải thích sai về sự kiện hoặc nội dung, những mục từ về danh nhân viết khá tuỳ tiện, phiên âm tiếng nước ngoài không thống nhất... nên chưa thỏa mãn người tra cứu. Nội dung trên web không được cập nhật thường xuyên, ít có hình minh họa.
Giáo sư Hà Học Trạc, Chủ tịch Hội đồng Quốc gia biên soạn Từ điển bách khoa Việt Nam cho rằng "những sai sót ấy là nhỏ và khó tránh khỏi do khối lượng công việc quá lớn". Giáo sư Hà Học Trạc giải thích việc từ điển có lỗi vì không đủ nhân lực và thời gian để viết từ điển nên quy trình biên soạn không được tuân thủ nghiêm túc. Các cuộc họp thường xuyên để thảo luận các mục từ không có nội dung gì đặc biệt, lần họp nào cũng khuyết vài thành viên, vì thế quy trình giơ tay biểu quyết từng mục từ được rút ngắn lại.
Tuy nhiên, Giáo sư Phạm Như Cương, Ủy viên Thường trực Hội đồng biên soạn Từ điển bách khoa Việt Nam phản đối ý kiến của Hà Học Trạc: "Chúng tôi luôn sẵn sàng tham gia mỗi khi triệu tập cuộc họp. Các ủy viên Ban Thường trực, ủy viên Hội đồng Quốc gia, và trưởng, phó các ban biên soạn chuyên ngành yêu cầu họp. Còn Giáo sư Trạc lại nhất nhất bác bỏ, đặc biệt là hai năm trở lại đây". Quan điểm của ông Trần Thọ Kim, nguyên Phó Ban Biên tập sách, Nhà xuất bản Chính trị Quốc gia là: "Giáo sư Hà Học Trạc có tổ chức họp đâu mà các ủy viên Hội đồng Quốc gia đến họp". Ông Kim cho rằng nguyên nhân khiến chất lượng Từ điển bách khoa Việt Nam không tốt là do "Việc biên soạn chẳng có ai đôn đốc, mạnh ai nấy làm, làm xong gần như chẳng có người đọc lại".